# وجياكو
وجياكو (بالصينية: 五家渠市) هي مدينة على مستوى مقاطعة، في الصين، تقع في سنجان، بلغ عدد سكانها 96,436 نسمة وذلك حسب إحصائيات سنة 2010، تبلغ مساحتها 742 كيلومتر مربع، رمزها البريدي هو 831300.